# Beetlebum
Beetlebum är den brittiska alternativa rockgruppen Blurs sextonde singel, utgiven den 20 januari 1997. Detta blev den andra singel av Blur som toppade brittiska topplistan. Detta var första singeln som hämtades från albumet Blur. 

## Låtlista
Samtliga låtar är skrivna av Albarn/Coxon/James/Rowntree
- CD1

1. "Beetlebum"
2. "All Your Life"
3. "A Spell (For Money)"

- CD2

1. "Beetlebum"
2. "Beetlebum" (Mario Caldato Jr. mix)
3. "Woodpigeon Song"
4. "Dancehall"

- Internationella CD

1. "Beetlebum"
2. "All Your Life"
3. "Woodpigeon Song"
4. "A Spell (For Money)"

- 7"

1. "Beetlebum"
2. "Woodpigeon Song"